# Macrocheles perglaber
Macrocheles perglaber är en spindeldjursart som beskrevs av Filipponi och Pegazzano 1962. Macrocheles perglaber ingår i släktet Macrocheles och familjen Macrochelidae. Inga underarter finns listade i Catalogue of Life.